# Phasmasaurus maruia
Phasmasaurus maruia — вид сцинкоподібних ящірок родини сцинкових (Scincidae). Ендемік Нової Каледонії. 

## Поширення і екологія
Phasmasaurus maruia мешкають в горах Центрального хребта на заході центральної частини Нової Каледонії, від Плато-де-Тіа до гори Ме-Адео. Вони живуть в чагарникових заростях макі, що ростуть серед скель. Зустрічаються на висоті від 160 до 1000 м над рівнем моря. Ведуть денний, наземний спосіб життя, ховаються під камінням та в тріщинах серед скель.

## Збереження
МСОП класифікує цей вид як вразливий. Phasmasaurus maruia загрожує знищення природного середовища та хижацтво з боку інтродукованих кішок.